# Chile nos Jogos Olímpicos de Verão de 2020
Chile participou nos Jogos Olímpicos de Verão de 2020 no ano 2021. O responsável pela equipa olímpica é o Comité Olímpico do Chile, bem como as federações desportivas nacionais da cada desporto com participação.
Em 2 de julho de 2021 o presidente do Chile Sebastián Piñera anunciou os abandeirados nos Jogos Olímpicos de Verão de 2020: Francisca Crovetto e Marco Grimalt na cerimónia de abertura, e María José Mailliard na cerimónia de clausura.

## Atletas
| Disciplina        | Desportistas |
| ----------------- | ------------ |
| Atletismo         | 3            |
| Ciclismo          | 3            |
| Equitação         | 2            |
| Esgrima           | 1            |
| Futebol           | 22           |
| Ginástica         | 2            |
| Golfe             | 2            |
| Judo              | 1            |
| Halterofilia      | 1            |
| Luta olímpica     | 1            |
| Natação           | 2            |
| Pentatlón moderno | 1            |
| Canoagem          | 2            |
| Remo              | 2            |
| Skateboarding     | 1            |
| Surf              | 1            |
| Tênis             | 1            |
| Tênis de mesa     | 1            |
| Tiro olímpico     | 1            |
| Tiro com arco     | 1            |
| Triatlo           | 2            |
| Vela              | 1            |
| Vôleibol de praia | 2            |
| Total             | 56           |

## Desportistas classificados
Atletismo (3)
- Karen Gallardo (Disco)[2]
- Gabriel Kehr (Martelo)[3]
- Humberto Mansilla (Martelo)[4]

Ciclismo (3)
- Macarena Pérez (BMX Freestyle)[5]
- Catalina Soto (Ciclismo de estrada)[6]
- Martín Vidaurre (Ciclismo de montanha)[7]

Equitación (2)
- Samuel Parot (Salto)[8]
- Virginia Yarur (Doma clássica)[9]

Esgrima (1)
- Katina Proestakis (florete)[10]

Futebol (22)
- Yenny Acuña (Futebol feminino)[11]
- Yanara Aedo (Futebol feminino)[11]
- Karen Araya (Futebol feminino)[11]
- Rosario Balmaceda (Futebol feminino)[11]
- Natalia Campos (Futebol feminino)[11]
- Antonia Canais (Futebol feminino)[11]
- Valentina Díaz (Futebol feminino)[11]
- Christiane Endler (Futebol feminino)[11]
- Javiera Grez (Futebol feminino)[11]
- Carla Guerreiro (Futebol feminino)[11]
- Yastin Jiménez (Futebol feminino)[11]
- Francisca Lara (Futebol feminino)[11]
- Nayadet López (Futebol feminino)[11]
- Yessenia López (Futebol feminino)[11]
- María Francisca Mardones (Futebol feminino)[11]
- Daniela Pardo (Futebol feminino)[11]
- Fernanda Pinilla (Futebol feminino)[11]
- Fernanda Ramírez (Futebol feminino)[11]
- Camila Sáez (Futebol feminino)[11]
- Javiera Touro (Futebol feminino)[11]
- María José Urrutia (Futebol feminino)[11]
- Daniela Samora (Futebol feminino)[11]

Ginástica (2)
- Simona Castro[12]
- Tomás González[13]

Golfe (2)
- Joaquín Niemann[14]
- Guillermo Pereira Hinke[14]

Judo (1)
- Mary Dee Vargas (48 kg)[15]

Halterofilia (2)
- Arley Méndez (−81 kg)[16]

Luta olímpica (1)
- Yasmani Deita (130 kg)[17]

Natação (2)
- Eduardo Cisternas (400 metros livres)[18]
- Kristel Köbrich (800 metros livres) (1.500 metros livres)[19]

Pentatlo moderno (1)
- Esteban Bustos[20]

Canoagem (2)
- María José Mailliard (C1 200) e (C2 500)[21]
- Karen Roco (C2 500)[21]

Remo (2)
- César Abaroa (LM2x)[22]
- Eber Sanhueza (LM2x)[22]

Skateboarding (1)
- Josefina Tapia (Park)[23]

Surf (1)
- Manuel Selman (Surf)[24]

Tênis (1)
- Tomás Bairros (Individual)[25]

Tênis de mesa (1)
- Paulina Vega (Individual)[26]

Tiro com arco (1)
- Andrés Aguilar[27]

Tiro olímpico (1)
- Francisca Crovetto (Skeet)[28]

Triatlo (2)
- Diego Moya[29]
- Bárbara Riveros[30]

Vai-a (1)
- Clemente Seguel (Laser)[31]

Vôlei de praia (2)
- Esteban Grimalt[32]
- Marco Grimalt[32]

- Em tênis, Christian Garín classificou a Tokio 2020 mediante o Ranking ATP (19.º nesse momento), mas decidiu renunciar a participar de dita competição devido a motivos pessoais.[33]
- Em taekwondo, Fernanda Aguirre foi descalificada de Tokio 2020 após arrojar positivo num teste de COVID-19 ao momento de chegar a Japão.[34]
- Em halterofilia, María Fernanda Valdés perdeu-se Tokio 2020 após ter sofrido uma subluxação e um rompimento de ligamento no ombro poucos dias antes da competição.[35]
- Em equitacção, Carlos Lobos classificou a Tokio 2020, mas não pôde participar devido à lesão de seu cavalo Ranco.[36]

## Diplomas olímpicos
| Nome           | Desporto | Evento                        | Posto | Data        |
| -------------- | -------- | ----------------------------- | ----- | ----------- |
| Macarena Pérez | Ciclismo | BMX Freestyle - Feminino      | 8.º   | 1 de agosto |
| Mito Pereira   | Golfe    | Masculino                     | 4.º   | 1 de agosto |
| Yasmani Deita  | Luta     | Luta grecorromana - Masculino | 5.º   | 2 de agosto |

a 1 de agosto, a ciclista Macarena Pérez obteve o oitavo lugar no final feminina de BMX estilo livre, após realizar um backflip e um tailwhip na última rodada, conseguindo 73.80 pontos. Pérez conseguiu o primeiro diploma olímpico para Chile nesta disciplina.
a 1 de agosto, o golfista Mito Pereira obteve o quarto lugar no golfe masculino. Na primeira rodada conseguiu 69 pontos, a segunda rodada realizou seu melhor rendimento com 65 pontos, na terceira rodada conseguiu 68 pontos e na última rodada conseguiu 67 pontos, sendo um total de 269 pontos, sua pontuação levou-o até terceiro lugar e participou na rodada de desempate pela medalha de bronze junto a outros 6 golfistas. Finalmente na rodada de desempate foi o quarto golfista em abandonar, após não conseguir um birdie no terceiro buraco.

## Outros resultados destacados
O golfista Joaquín Niemann conseguiu o décimo lugar no golfe masculino. Na primeira rodada conseguiu 70 pontos, na segunda rodada conseguiu 69 pontos, a terceira rodada conseguiu 66 pontos e na última rodada levou a cabo seu melhor rendimento conseguindo 65 pontos, ao todo obteve uma pontuação de 270 e sobrando-lhe um ponto para poder participar na disputa pela medalha de bronze.
O ciclista Martín Vidaurre competiu no evento de Cross-Country masculino com 21 anos e sendo o mais jovem da competição. Começou a corrida na praça número 30 e rapidamente escalou postos, finalizou sua participação na posição 16 com um tempo de 1 hora com 28 minutos e 33 segundos.
A judoca Mary Dee Vargas competiu pelos -48 kg feminino e sendo a primeira judoca chilena em participar nos Jogos Olímpicos. Em seu primeiro confronto contra Katharina Menz conseguiu avançar à seguinte fase por 1-0, já em oitavos de final se enfrentou a Urantsetseg Munkhbat onde terminou eliminada por um ippon, finalmente ficou entre as 16 melhores competidoras do evento.
A canoísta María José Mailliard em C1 de 200 metros feminino classificou-se à final B após terminar na quinta posição de sua série na semifinal. Na final B terminou a corrida no segundo lugar com um tempo de 47 segundos e 61 centésimas, a sozinho 5 centésimas do primeiro lugar, finalmente localizou-se na posição número 10 na tabela geral.
As canoístas Karen Roco e María José Mailliard classificaram-se à final B do C2 em 500 metros feminino. Na final B ganharam a corrida com um tempo de 2 minutos e 2 segundos e desta forma localizaram-se no nono lugar da tabela geral.

## Detalhe por desporto

### Atletismo

#### Eventos de lançamento
| Atleta            | Evento            | Classificação | Classificação | Final           | Final           |
| Atleta            | Evento            | Distância     | Posição       | Distância       | Posição         |
| ----------------- | ----------------- | ------------- | ------------- | --------------- | --------------- |
| Karen Gallardo    | Disco feminino    | 55.81 m       | 29.°          | Não classificou | Não classificou |
| Gabriel Kehr      | Martelo masculino | 75.60 m       | 13.°          | Não classificou | Não classificou |
| Humberto Mansilla | Martelo masculino | 74.76 m       | 17.°          | Não classificou | Não classificou |

### Ciclismo

#### Estrada
| Atleta        | Evento           | Tempo         | Lugar         |
| ------------- | ---------------- | ------------- | ------------- |
| Catalina Soto | Estrada feminino | Não finalizou | Não finalizou |

#### Montanha
| Desportista     | Evento                  | Tempo   | Lugar |
| --------------- | ----------------------- | ------- | ----- |
| Martín Vidaurre | Cross-Country Masculino | 1:28:33 | 16.°  |

#### BMX Freestyle
| Desportista    | Evento   | Classificação | Classificação | Classificação | Classificação | Final    | Final    | Final  | Final |
| Desportista    | Evento   | Rodada 1      | Rodada 2      | Média         | Lugar         | Rodada 1 | Rodada 2 | Melhor | Lugar |
| -------------- | -------- | ------------- | ------------- | ------------- | ------------- | -------- | -------- | ------ | ----- |
| Macarena Pérez | Feminino | 70.20         | 65.60         | 67.90         | 7.°           | 24.40    | 73.80    | 73.80  | 8.°   |

### Equitação

#### Adestramento
| Desportista    | Cavalo  | Evento     | Grand Prix | Grand Prix | Grand Prix Estilo livre | Grand Prix Estilo livre | Total           | Total           |
| Desportista    | Cavalo  | Evento     | Pontuação  | Posição    | Técnica                 | Estilo                  | Pontuação       | Posição         |
| -------------- | ------- | ---------- | ---------- | ---------- | ----------------------- | ----------------------- | --------------- | --------------- |
| Virginia Yarur | Ronaldo | Individual | 66.227     | 46.°       | Não classificou         | Não classificou         | Não classificou | Não classificou |

#### Salto
| Desportista  | Cavalo | Evento     | Classificação | Classificação | Final           | Final           | Total           | Total           |
| Desportista  | Cavalo | Evento     | Penal         | Posição       | Penal           | Posição         | Penal           | Posição         |
| ------------ | ------ | ---------- | ------------- | ------------- | --------------- | --------------- | --------------- | --------------- |
| Samuel Parot | Dubái  | Individual | 4             | 31.°          | Não classificou | Não classificou | Não classificou | Não classificou |

### Esgrima
| Desportista       | Evento           | Rodada de 64         | Rodada de 32       | Rodada de 16       | Quartos de final   | Semifinal          | Final / BM         | Posição |
| Desportista       | Evento           | Oponente Resultado   | Oponente Resultado | Oponente Resultado | Oponente Resultado | Oponente Resultado | Oponente Resultado | Posição |
| ----------------- | ---------------- | -------------------- | ------------------ | ------------------ | ------------------ | ------------------ | ------------------ | ------- |
| Katina Proestakis | Florete Feminino | POL Jelińska D 15-12 | Não classificou    | Não classificou    | Não classificou    | Não classificou    | Não classificou    | 34.°    |

### Futebol
Torneio feminino
| Equipa          | Rodada de grupos        | Rodada de grupos        | Rodada de grupos        | Rodada de grupos | Quartos de final   | Semifinais         | Final / MB         | Posição |
| Equipa          | Oponente Resultado      | Oponente Resultado      | Oponente Resultado      | Posição          | Oponente Resultado | Oponente Resultado | Oponente Resultado | Posição |
| --------------- | ----------------------- | ----------------------- | ----------------------- | ---------------- | ------------------ | ------------------ | ------------------ | ------- |
| Equipa feminino | Predefinição:Self D 0-2 | Predefinição:Self D 1-2 | Predefinição:Self D 0-1 | 4.º              | Não classificou    | Não classificou    | Não classificou    | 11.°    |

### Ginástica

#### Artística
Masculino
| Atleta         | Aparelho | Classificação  | Classificação  | Classificação  | Classificação  | Final           | Final           | Final           | Final           |
| Atleta         | Aparelho | Tentativa 1    | Tentativa 2    | Total          | Lugar          | Tentativa 1     | Tentativa 2     | Total           | Lugar           |
| -------------- | -------- | -------------- | -------------- | -------------- | -------------- | --------------- | --------------- | --------------- | --------------- |
| Tomás González | Solo     | 13.600         | -              | 13.600         | 20.°           | Não classificou | Não classificou | Não classificou | Não classificou |
| Tomás González | Salto    | Não participou | Não participou | Não participou | Não participou | Não classificou | Não classificou | Não classificou | Não classificou |

Feminino
| Atleta        | Evento     | Aparelho | Aparelho           | Aparelho            | Aparelho | Classificação | Classificação | Aparelho        | Aparelho           | Aparelho            | Aparelho        | Final           | Final           |
| Atleta        | Evento     | Salto    | Barras asimétricas | Barra de equilíbrio | Solo     | Total         | Lugar         | Salto           | Barras asimétricas | Barra de equilíbrio | Solo            | Total           | Lugar           |
| ------------- | ---------- | -------- | ------------------ | ------------------- | -------- | ------------- | ------------- | --------------- | ------------------ | ------------------- | --------------- | --------------- | --------------- |
| Simona Castro | All-around | 13.200   | 11.533             | 11.433              | 10.223   | 46.399        | 75.°          | Não classificou | Não classificou    | Não classificou     | Não classificou | Não classificou | Não classificou |

### Golfe
| Atleta            | Evento    | Rodada 1  | Rodada 2  | Rodada 3  | Rodada 4  | Total     | Total | Total |
| Atleta            | Evento    | Pontuação | Pontuação | Pontuação | Pontuação | Pontuação | Par   | Lugar |
| ----------------- | --------- | --------- | --------- | --------- | --------- | --------- | ----- | ----- |
| Joaquín Niemann   | Masculino | 70        | 69        | 66        | 65        | 270       | −14   | 10.°  |
| Guillermo Pereira | Masculino | 69        | 65        | 68        | 67        | 269       | −15   | 4.°   |

### Judo
| Atleta          | Evento          | Rodada de 32       | Oitavos de final     | Quartos de final   | Semifinal          | Repescagem         | Final / MB         | Posição |
| Atleta          | Evento          | Oponente Resultado | Oponente Resultado   | Oponente Resultado | Oponente Resultado | Oponente Resultado | Oponente Resultado | Posição |
| --------------- | --------------- | ------------------ | -------------------- | ------------------ | ------------------ | ------------------ | ------------------ | ------- |
| Mary Dee Vargas | Feminino −48 kg | GER Menz V 01-00   | MGL Munkhbat D 00-10 | Não classificou    | Não classificou    | Não classificou    | Não classificou    | 9.°     |

### Halterofilia
| Atleta       | Evento           | Arrancada | Envión | Total | Lugar         |
| ------------ | ---------------- | --------- | ------ | ----- | ------------- |
| Arley Méndez | Masculino −81 kg | 160 kg    | −      | −     | Não finalizou |

### Luta
| Desportista   | Evento               | Classificação      | Rodada de 16        | Quartos de final    | Semifinal          | Repescagem         | Final / BM         | Final / BM |
| Desportista   | Evento               | Oponente Resultado | Oponente Resultado  | Oponente Resultado  | Oponente Resultado | Oponente Resultado | Oponente Resultado | Posição    |
| ------------- | -------------------- | ------------------ | ------------------- | ------------------- | ------------------ | ------------------ | ------------------ | ---------- |
| Yasmani Deita | Grecorromana −130 kg | bye                | TUN Guennichi V 5-1 | UZB Abdullaev V 2-0 | GEO Kadzhaia D 1-1 | bye                | ROC Semiónov D 1-1 | 5.°        |

### Natação
| Atleta            | Evento                       | Preliminares | Preliminares | Final           | Final           |
| Atleta            | Evento                       | Tempo        | Lugar        | Tempo           | Lugar           |
| ----------------- | ---------------------------- | ------------ | ------------ | --------------- | --------------- |
| Eduardo Cisternas | 400 m estilo livre masculino | 3:54.10      | 27.°         | Não classificou | Não classificou |
| Kristel Köbrich   | 800 m estilo livre feminino  | 8:32.58      | 19.°         | Não classificou | Não classificou |
| Kristel Köbrich   | 1500 m estilo livre feminino | 16:09.09     | 14.°         | Não classificou | Não classificou |

### Pentatlo moderno
| Atleta         | Evento    | Esgrima (espada a toque único) | Esgrima (espada a toque único) | Esgrima (espada a toque único) | Natação (200 m estilo livre) | Natação (200 m estilo livre) | Natação (200 m estilo livre) | Equitação (salto equestre) | Equitação (salto equestre) | Equitação (salto equestre) | Combinado: atiro/atletismo (10 m pistola de ar)/(3200 m) | Combinado: atiro/atletismo (10 m pistola de ar)/(3200 m) | Combinado: atiro/atletismo (10 m pistola de ar)/(3200 m) | Combinado: atiro/atletismo (10 m pistola de ar)/(3200 m) | Total pontos | Lugar final |
| Atleta         | Evento    | Resultados                     | Lugar                          | Pontos                         | Tempo                        | Lugar                        | Pontos                       | Penalizações               | Lugar                      | Pontos                     | Tempo Atiro                                              | Tempo                                                    | Lugar                                                    | Pontos                                                   | Total pontos | Lugar final |
| -------------- | --------- | ------------------------------ | ------------------------------ | ------------------------------ | ---------------------------- | ---------------------------- | ---------------------------- | -------------------------- | -------------------------- | -------------------------- | -------------------------------------------------------- | -------------------------------------------------------- | -------------------------------------------------------- | -------------------------------------------------------- | ------------ | ----------- |
| Esteban Bustos | Masculino | 18-17                          | 17.°                           | 208                            | 2:05,24                      | 26.°                         | 300                          | Eliminado                  | Eliminado                  | Eliminado                  | 1:00,50                                                  | 10:52,16                                                 | 30.°                                                     | 588                                                      | 1096         | 34.°        |

### Canoagem

#### Canoagem em Águas Tranquilas
| Desportista                     | Evento            | Preliminar | Preliminar | Quartos de final | Quartos de final | Semifinais | Semifinais | Finais (B) | Finais (B) | Posição |
| Desportista                     | Evento            | Tempo      | Posição    | Tempo            | Posição          | Tempo      | Posição    | Tempo      | Posição    | Posição |
| ------------------------------- | ----------------- | ---------- | ---------- | ---------------- | ---------------- | ---------- | ---------- | ---------- | ---------- | ------- |
| María José Mailliard            | C1 200 m feminino | 47,557     | 4.°        | 46,122           | 2.°              | 48,198     | 5.° (FB)   | 47,610     | 2.°        | 10.°    |
| María José Mailliard Karen Roco | C2 500 m feminino | 2:09,820   | 6.°        | 2:04,969         | 4.° (FB)         | bye        | bye        | 2:02,698   | 1.°        | 9.°     |

### Remo
| Desportista                | Evento                      | Preliminar | Preliminar | Repescagem | Repescagem | Semifinais | Semifinais | Finais (C) | Finais (C) | Posição |
| Desportista                | Evento                      | Tempo      | Posição    | Tempo      | Posição    | Tempo      | Posição    | Tempo      | Posição    | Posição |
| -------------------------- | --------------------------- | ---------- | ---------- | ---------- | ---------- | ---------- | ---------- | ---------- | ---------- | ------- |
| César Abaroa Eber Sanhueza | Duplo par ligeiro masculino | 6:53,15    | 5.° (R)    | 6:48,22    | 5.° (FC)   | bye        | bye        | 6:31,97    | 2.°        | 14.°    |

### Skateboarding
| Desportista    | Evento          | Classificação | Classificação | Final           | Final           |
| Desportista    | Evento          | Pontuação     | Posição       | Pontuação       | Posição         |
| -------------- | --------------- | ------------- | ------------- | --------------- | --------------- |
| Josefina Tapia | Parque feminino | 9.73          | 19.°          | Não classificou | Não classificou |

### Surf
| Atleta        | Evento    | Rodada 1  | Rodada 1 | Rodada 2  | Rodada 2 | Rodada 3           | Oitavos de final   | Quartos de final   | Semifinal          | Final / MB         | Posição |
| Atleta        | Evento    | Pontuação | Posição  | Pontuação | Posição  | Oponente Resultado | Oponente Resultado | Oponente Resultado | Oponente Resultado | Oponente Resultado | Posição |
| ------------- | --------- | --------- | -------- | --------- | -------- | ------------------ | ------------------ | ------------------ | ------------------ | ------------------ | ------- |
| Manuel Selman | Masculino | 6.20      | 4.° (R)  | 9.74      | 4.°      | Não classificou    | Não classificou    | Não classificou    | Não classificou    | Não classificou    | 17.°    |

### Tênis
| Desportista   | Evento               | Rodada 1                | Rodada 2           | Rodada 3           | Quartos de final   | Semifinais         | Final / MB         | Posição |
| Desportista   | Evento               | Oponente Resultado      | Oponente Resultado | Oponente Resultado | Oponente Resultado | Oponente Resultado | Oponente Resultado | Posição |
| ------------- | -------------------- | ----------------------- | ------------------ | ------------------ | ------------------ | ------------------ | ------------------ | ------- |
| Tomás Bairros | Individual masculino | FRA Chardy D (1-6, 6-7) | Não classificou    | Não classificou    | Não classificou    | Não classificou    | Não classificou    | 33.°    |

### Tênis de mesa
| Desportista  | Evento              | Eliminatórias      | Rodada 1                                | Rodada 2                                  | Rodada 3           | Oitavos de final   | Quartos de final   | Semifinais         | Final / MB         | Posição |
| Desportista  | Evento              | Oponente Resultado | Oponente Resultado                      | Oponente Resultado                        | Oponente Resultado | Oponente Resultado | Oponente Resultado | Oponente Resultado | Oponente Resultado | Posição |
| ------------ | ------------------- | ------------------ | --------------------------------------- | ----------------------------------------- | ------------------ | ------------------ | ------------------ | ------------------ | ------------------ | ------- |
| Paulina Vega | Individual feminino | bye                | MGL Batmunkh V (11-8, 11-9, 11-4, 11-7) | THA Sawettabut D (11-5, 11-4, 11-3, 11-3) | Não classificou    | Não classificou    | Não classificou    | Não classificou    | Não classificou    | 33.°    |

### Tiro desportivo
| Desportista        | Evento         | Classificação | Classificação | Final           | Final           |
| Desportista        | Evento         | Pontos        | Posição       | Pontos          | Posição         |
| ------------------ | -------------- | ------------- | ------------- | --------------- | --------------- |
| Francisca Crovetto | Skeet feminino | 112           | 23.°          | Não classificou | Não classificou |

### Tiro com arco
| Desportista    | Evento               | Classificação | Classificação | Rodada de 32      | Rodada de 16    | Quartos de final | Semifinais      | Final / MB      | Posição |
| Desportista    | Evento               | Pontos        | Posição       | Oponente Pontos   | Oponente Pontos | Oponente Pontos  | Oponente Pontos | Oponente Pontos | Posição |
| -------------- | -------------------- | ------------- | ------------- | ----------------- | --------------- | ---------------- | --------------- | --------------- | ------- |
| Andrés Aguilar | Individual masculino | 662           | 18.°          | Jacob Wukie D 1-7 | Não classificou | Não classificou  | Não classificou | Não classificou | 33.°    |

### Triatlo
| Desportista     | Evento               | Natação (1,5 km) | Trans 1 | Ciclismo (40 km) | Trans 2 | Corrida a pé (10 km) | Tempo total | Posição |
| --------------- | -------------------- | ---------------- | ------- | ---------------- | ------- | -------------------- | ----------- | ------- |
| Diego Moya      | Individual masculino | 17:50            | 0:42    | 56:34            | 0:35    | 32:48                | 1:48:29     | 30.°    |
| Bárbara Riveros | Individual feminino  | 19:45            | 0:42    | 1:04:54          | 0:36    | 36:49                | 2:02:46     | 25.°    |

### Vela
| Clemente Seguel | Laser | 25 | 5 | 16 | 27 | 11 | 20 | 21 | 22 | 18 | 31 | 165 | 22.° | Não classificou | Não classificou | Não classificou | Não classificou | Não classificou | Não classificou |

### Vôlei de praia
| Atletas                       | Evento    | Rodada preliminar (Grupo E)   | Rodada preliminar (Grupo E) | Rodada preliminar (Grupo E) | Pos. | Repescagem                  | Rodada de 16               | Quartos de final | Semifinal        | Final / MB       | Final / MB |
| Atletas                       | Evento    | Oponentes Pontos              | Oponentes Pontos            | Oponentes Pontos            | Pos. | Oponentes Pontos            | Oponentes Pontos           | Oponentes Pontos | Oponentes Pontos | Oponentes Pontos | Lugar      |
| ----------------------------- | --------- | ----------------------------- | --------------------------- | --------------------------- | ---- | --------------------------- | -------------------------- | ---------------- | ---------------- | ---------------- | ---------- |
| Esteban Grimalt Marco Grimalt | Masculino | Schmidt/Gonçalves (BRA) D 1-2 | Fixałek/Bryl (POL) D 0-2    | O Graoui/Abicha (MAR) V 2-0 | 3.°  | Heidrich/Gerson (SUI) V 2-0 | ROC Leshukov/Semenov D 2-0 | Não classificou  | Não classificou  | Não classificou  | 9.°        |